# Летище Пекин
Летище Пекин (на китайски: 北京首都国际机场) е най-голямото летище в Китай, разположено на около 30 километра североизточно от центъра на Пекин. Стопанисва се от едноименното дружество Beijing Capital International Airport Company Limited.
Летището е хъб за китайските авиокомпании „Еър Чайна“ и „Хайнан Еърлайнс“, които летят до повече от 120 дестинации. През последното десетилетие Летище Пекин се придвижва бързо в класацията на най-натоварените летища. През 2009 вече е третото по натовареност летище в света – броят на пътниците е достигнал 65,33 милиона, отстъпвайки по този показател само на Атланта, САЩ и Лондон-Хийтроу, Великобритания, а в днешно време е второто най-натоварено след това в Атланта.
За да се поеме растящият пътникопоток, през 2008 е открит огромният Терминал 3, вторият по големина пътнически терминал в света след Терминал 3 на летище Дубай.

## История
Открито е на 2 март 1958. Последната, трета, писта е открита през 2007, малко преди 29-ите летни олимпийски игри, на които Пекин е домакин през 2008 година.

## Пътникопоток
Според информация от Airports Council International на Летище Пекин през 2009 година са обслужени 65 329 851 пътници, което представлява ръст от 16,8% спрямо 2008 година.
Авиокомпании с международни линии
- Австрийски авиолинии (Виена)
- Аерофлот (Москва-Шереметиево)
- Аеросвит (Киев)
- Американ Ерлайнс (Чикаго-О'хеър)
- Бритиш еруейз (Лондон-Хийтроу)
- Делта Ерлайнс (Сиатъл, Токио-Нарита)
- Джапан Ерлайнс (Осака-Кансай, Токио-Нарита, Токио-Ханеда)
- Еджипт Еър (Кайро)
- Ел Ал (Тел Авив)
- Емирейтс (Дубай)
- Ер Алжир (Алжир)
- Еър Астана (Алмати)
- Ер Зимбабве (Хараре, Куала Лумпур)
- Ер Канада (Торонто, Ванкувър)
- Ер Корио (Пхенян)
- Ер Макао (Макао)
- Ер Ню Зиланд (Оклънд)
- Ер Франс (Париж-Шарл де Гол)
- Ер Чайна (Банкок, Ванкувър, Делхи, Джакарта, Дубай, Екатеринбург, Карачи, Куала Лумпур, Лондон-Хийтроу, Лос Анджелис, Мадрид, Манила, Мелбърн, Москва-Шереметиево, Мюнхен, Нагоя, Ню Йорк-Кенеди, Осака-Кансай, Париж-Шарл де Гол, Пусан, Пхенян, Рангун, Рим-Фиумичино, Сан Франциско, Сао Паоло, Сапоро, Сендай, Сеул, Сидни, Сингапур, Стокхолм-Арланда, Тайпе, Тегу, Токио-Нарита, Улан Батор, Франкфурт, Фукуока, Хирошима, Хонконг, Хо Ши Мин)
- Етиопиан Ерлайнс (Адис Абеба)
- Етихад Еруейз (Абу Даби)
- Иран Ер (Техеран-Имам Хомейни, Токио-Нарита)
- Катай Пасифик (Тайпе)
- КЛМ (Амстердам)
- Континентал Ерлайнс (Ню Йорк-Нюарк)
- Кореан Ер (Пусан, Сеул)
- Луфтханза (Франкфурт, Мюнхен)
- Ол Нипон Еруейз (Осака-Кансай, Токио-Нарита, Токио-Ханеда)
- С7 (Новосибирск, Иркутск)
- Турски авиолинии (Истанбул-Ататюрк)
- Финер (Хелзинки)
- Хайнан Ерлайнс (Берлин-Тегел, Брюксел, Будапеща, Дубай, Иркутск, Красноярск, Луанда, Москва-Шереметиево, Новосибирск, Санкт Петербург, Сиатъл, Тайпе, Хартум)
- Чайна Ерлайнс (Тайпе)
- Чайна Истърн Ерлайнс (Делхи, Дака, Нагоя, Окаяма, Осака-Кансай, Сеул, Токио-Нарита, Фукуока)
- Чайна Саудърн Ерлайнс (Амстердам, Джеда, Дубай, Лагос, Манила, Пном-пен, Пукет, Сеул, Техеран-Имам Хомейни, Хабаровск, Ханой, Хонконг)